# Saint-Jean-d'Aigues-Vives
Pour les articles homonymes, voir Saint-Jean.
Saint-Jean-d'Aigues-Vives (Sant Joan d'Aigasvivas en occitan languedocien) est une commune française située dans le département de l'Ariège, en région Occitanie. Sur le plan historique et culturel, la commune fait partie du pays d'Olmes, haut lieu de la tragédie cathare alliant des paysages d'une extrême diversité.
Exposée à un climat océanique altéré, elle est drainée par divers petits cours d'eau. La commune possède un patrimoine naturel remarquable composé de quatre zones naturelles d'intérêt écologique, faunistique et floristique.
Saint-Jean-d'Aigues-Vives est une commune rurale qui compte 370 habitants en 2022, après avoir connu une forte hausse de la population depuis 1975. Elle appartient à l'unité urbaine de Lavelanet et fait partie de l'aire d'attraction de Lavelanet. Ses habitants sont appelés les Saint-Jeantéens ou Saint-Jeantéennes.

## Géographie

### Localisation
La commune de Saint-Jean-d'Aigues-Vives se trouve dans le département de l'Ariège, en région Occitanie.
Elle se situe à 22 km à vol d'oiseau de Foix, préfecture du département, à 30 km de Pamiers, sous-préfecture, et à 2 km de Lavelanet, bureau centralisateur du canton du Pays d'Olmes dont dépend la commune depuis 2015 pour les élections départementales.
La commune fait en outre partie du bassin de vie de Lavelanet.
Les communes les plus proches sont : 
Lavelanet (1,9 km), Bénaix (2,1 km), Dreuilhe (2,6 km), L'Aiguillon (2,7 km), Lesparrou (2,9 km), Villeneuve-d'Olmes (4,4 km), La Bastide-sur-l'Hers (4,7 km), Raissac (5,0 km).
Sur le plan historique et culturel, Saint-Jean-d'Aigues-Vives fait partie du pays d'Olmes, haut lieu de la tragédie cathare alliant des paysages d'une extrême diversité.
Les communes limitrophes sont  Bénaix, Dreuilhe, L'Aiguillon et Lavelanet.
|           | Dreuilhe                  | Lesparrou (par un quadripoint) |
| Lavelanet | Saint-Jean-d'Aigues-Vives | L'Aiguillon                    |
|           | Bénaix                    |                                |

### Géologie et relief
La commune est située dans le Bassin aquitain, le deuxième plus grand bassin sédimentaire de la France après le Bassin parisien. Les terrains affleurants sur le territoire communal sont constitués de roches sédimentaires datant du Cénozoïque, l'ère géologique la plus récente sur l'échelle des temps géologiques, débutant il y a 66 millions d'années. La structure détaillée des couches affleurantes est décrite dans la feuille « n°1076 - Lavelanet » de la carte géologique harmonisée au 1/50 000ème du département de l'Ariège, et sa notice associée.
La superficie cadastrale de la commune publiée par l’Insee, qui sert de références dans toutes les statistiques, est de 4,52 km2,. La superficie géographique, issue de la BD Topo, composante du Référentiel à grande échelle produit par l'IGN, est quant à elle de 4,48 km2. Son relief est relativement accidenté puisque la dénivelée maximale atteint 285 mètres. L'altitude du territoire varie entre 482 m et 767 m.

### Hydrographie

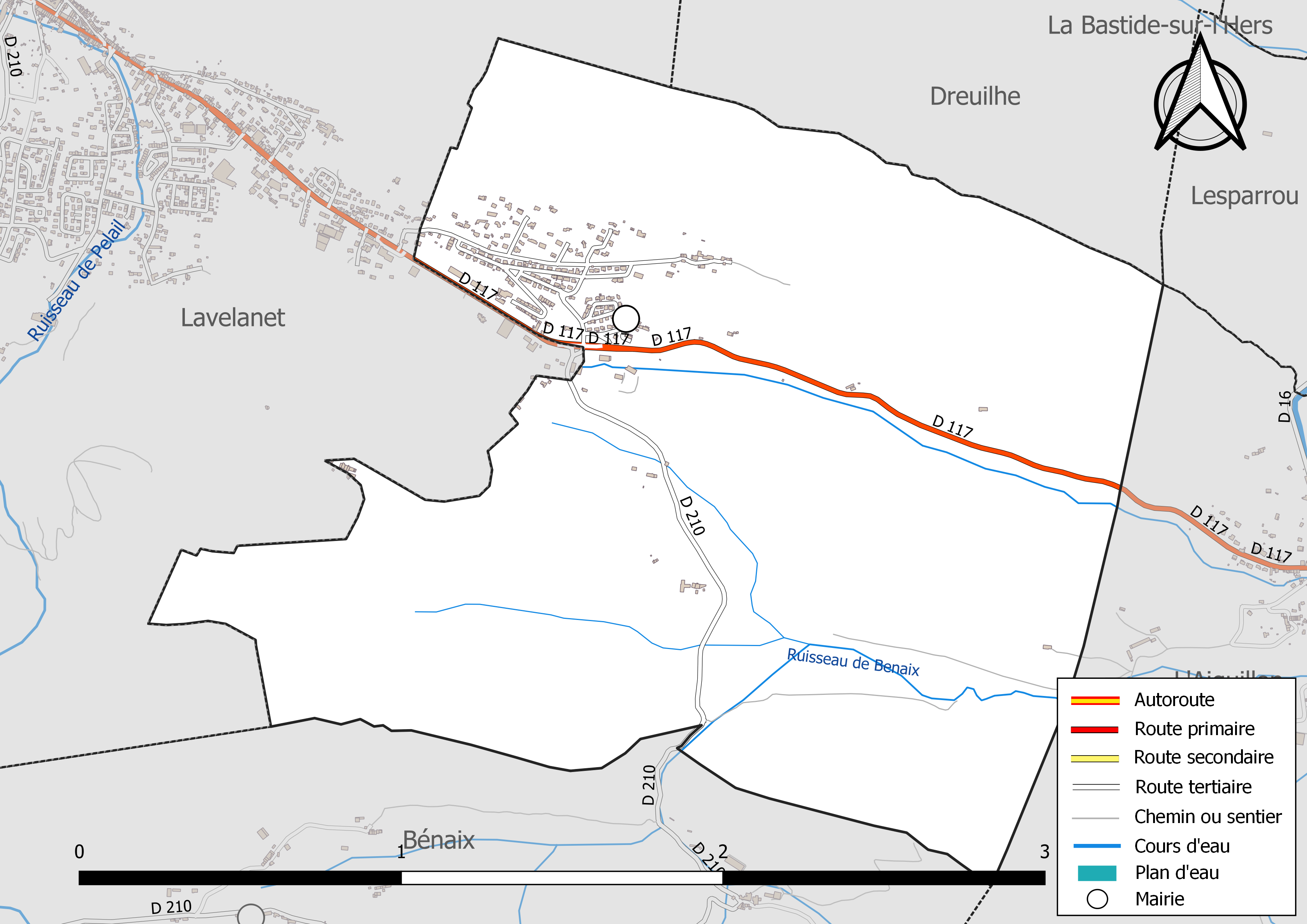
Réseaux hydrographique et routier de Saint-Jean-d'Aigues-Vives.

La commune est dans le bassin versant de la Garonne, au sein du bassin hydrographique Adour-Garonne. Elle est drainée par le ruisseau de Benaix et par un petit cours d'eau, constituant un réseau hydrographique de 3 km de longueur totale,.

### Climat
Pour des articles plus généraux, voir Climat de l'Occitanie et Climat de l'Ariège.
En 2010, le climat de la commune est de type climat océanique altéré, selon une étude s'appuyant sur une série de données couvrant la période 1971-2000. En 2020, Météo-France publie une typologie des climats de la France métropolitaine dans laquelle la commune est exposée à un climat de montagne et est dans la région climatique Pyrénées centrales, caractérisée par une pluviométrie annuelle de 1 000 à 1 200 mm.
Pour la période 1971-2000, la température annuelle moyenne est de 11,9 °C, avec une amplitude thermique annuelle de 15,5 °C. Le cumul annuel moyen de précipitations est de 944 mm, avec 9,7 jours de précipitations en janvier et 6,3 jours en juillet. Pour la période 1991-2020, la température moyenne annuelle observée sur la station météorologique la plus proche, située sur la commune de Montferrier à 7 km à vol d'oiseau, est de 11,2 °C et le cumul annuel moyen de précipitations est de 1 438,0 mm,. Pour l'avenir, les paramètres climatiques de la commune estimés pour 2050 selon différents scénarios d'émission de gaz à effet de serre sont consultables sur un site dédié publié par Météo-France en novembre 2022.

### Milieux naturels et biodiversité
L’inventaire des zones naturelles d'intérêt écologique, faunistique et floristique (ZNIEFF) a pour objectif de réaliser une couverture des zones les plus intéressantes sur le plan écologique, essentiellement dans la perspective d’améliorer la connaissance du patrimoine naturel national et de fournir aux différents décideurs un outil d’aide à la prise en compte de l’environnement dans l’aménagement du territoire.
Deux ZNIEFF de type 1 sont recensées sur la commune :
« le Plantaurel oriental » (3 272 ha), couvrant 11 communes dont 9 dans l'Ariège et 2 dans l'Aude, et 
les « montagnes de Belesta, de la Frau, de l'Ordat et de Prades » (14 014 ha), couvrant 32 communes dont 28 dans l'Ariège et 4 dans l'Aude
et deux ZNIEFF de type 2, : 
- « le Plantaurel » (42 116 ha), couvrant 72 communes dont 68 dans l'Ariège, 2 dans l'Aude et 2 dans la Haute-Garonne[26] ;
- les « montagnes d'Olmes » (31 924 ha), couvrant 33 communes dont 31 dans l'Ariège et 2 dans l'Aude[27].

Carte des ZNIEFF de type 1 et 2 à Saint-Jean-d'Aigues-Vives.
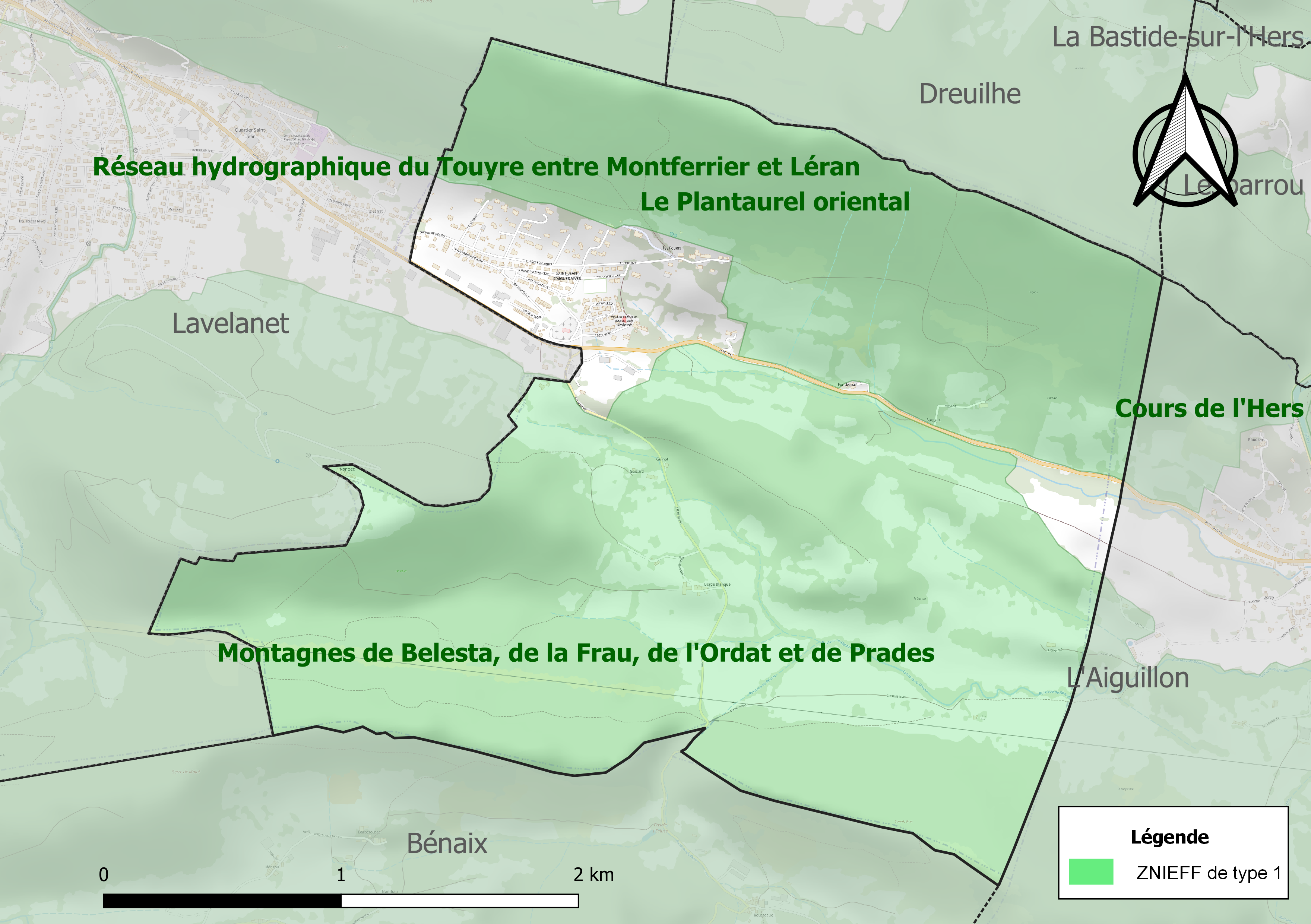
Carte des ZNIEFF de type 1 sur la commune.
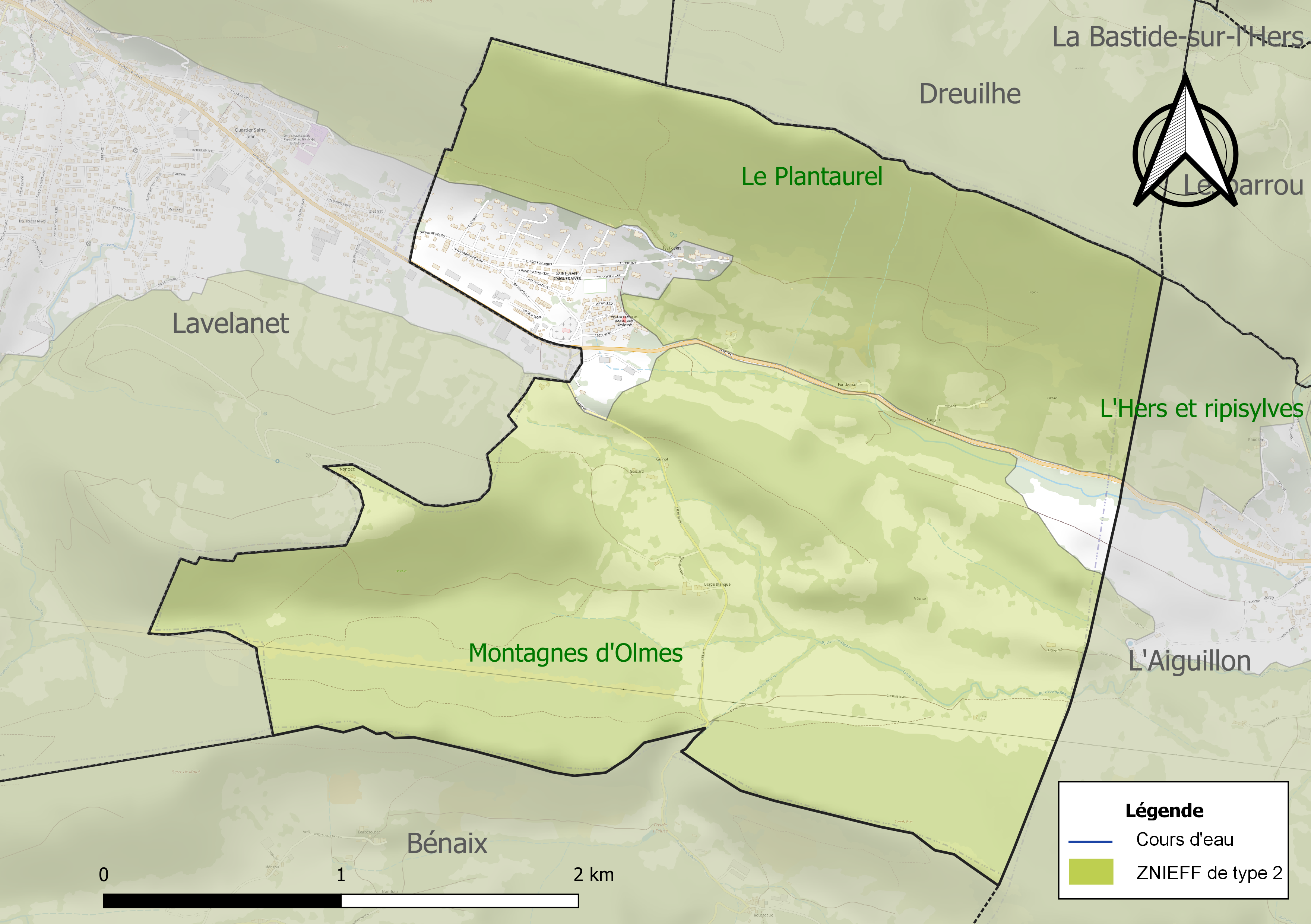
Carte des ZNIEFF de type 2 sur la commune.

## Urbanisme

### Typologie
Au 1er janvier 2024, Saint-Jean-d'Aigues-Vives est catégorisée commune rurale à habitat dispersé, selon la nouvelle grille communale de densité à 7 niveaux définie par l'Insee en 2022.
Elle appartient à l'unité urbaine de Lavelanet, une agglomération intra-départementale dont elle est une commune de la banlieue,. Par ailleurs la commune fait partie de l'aire d'attraction de Lavelanet, dont elle est une commune de la couronne,. Cette aire, qui regroupe 28 communes, est catégorisée dans les aires de moins de 50 000 habitants,.

### Occupation des sols
L'occupation des sols de la commune, telle qu'elle ressort de la base de données européenne d’occupation biophysique des sols Corine Land Cover (CLC), est marquée par l'importance des forêts et milieux semi-naturels (59,4 % en 2018), en augmentation par rapport à 1990 (58,1 %). La répartition détaillée en 2018 est la suivante : 
forêts (59,4 %), prairies (34,9 %), zones urbanisées (4 %), zones industrielles ou commerciales et réseaux de communication (1,3 %), zones agricoles hétérogènes (0,4 %). L'évolution de l’occupation des sols de la commune et de ses infrastructures peut être observée sur les différentes représentations cartographiques du territoire : la carte de Cassini (XVIIIe siècle), la carte d'état-major (1820-1866) et les cartes ou photos aériennes de l'IGN pour la période actuelle (1950 à aujourd'hui).

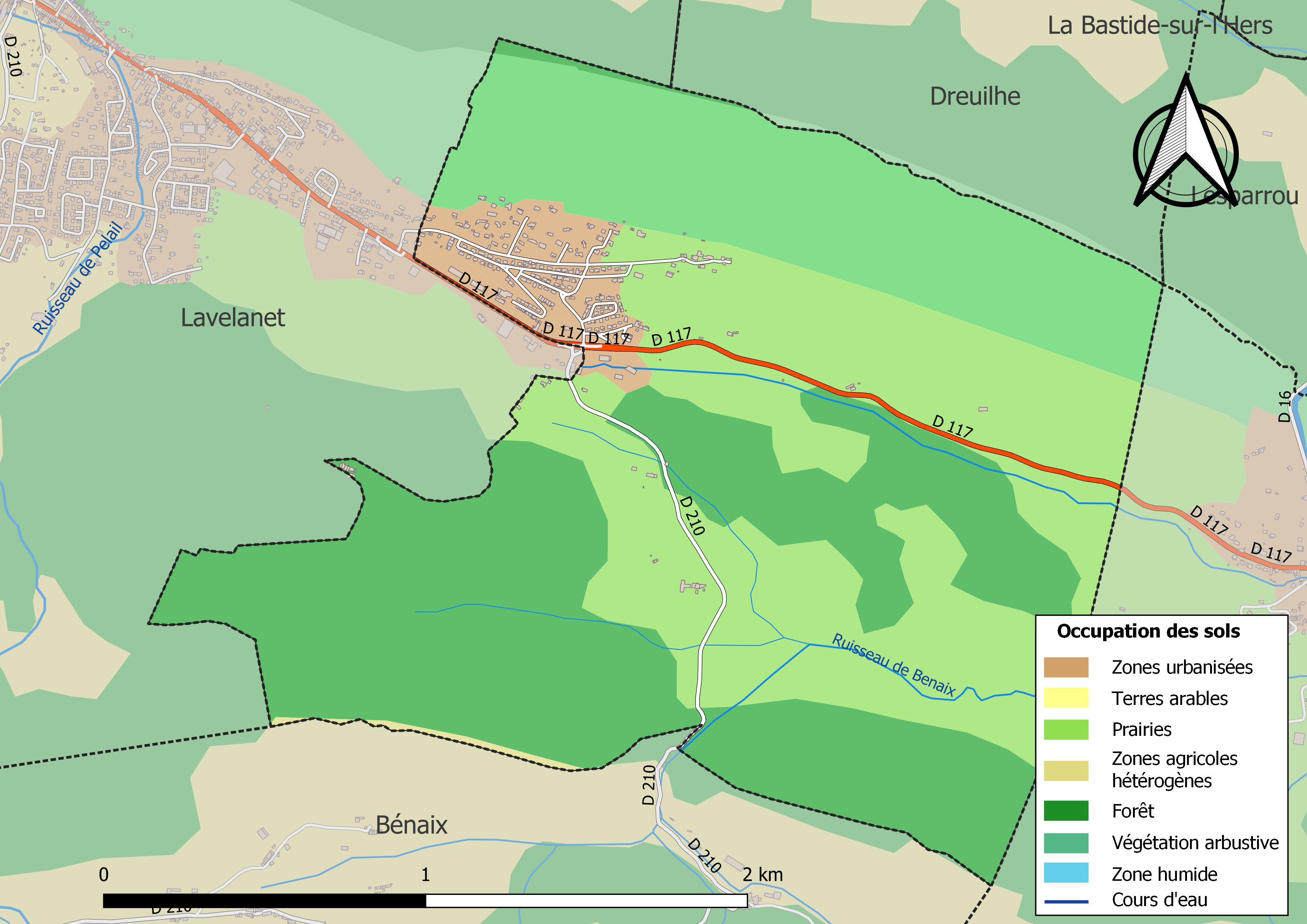
Carte des infrastructures et de l'occupation des sols de la commune en 2018 (CLC).

### Habitat et logement
En 2018, le nombre total de logements dans la commune était de 206, alors qu'il était de 199 en 2013 et de 187 en 2008.
Parmi ces logements, 87,8 % étaient des résidences principales, 5,9 % des résidences secondaires et 6,3 % des logements vacants. Ces logements étaient pour 89,5 % d'entre eux des maisons individuelles et pour 10,5 % des appartements.
Le tableau ci-dessous présente la typologie des logements à Saint-Jean-d'Aigues-Vives en 2018 en comparaison avec celle de l'Ariège et de la France entière. Une caractéristique marquante du parc de logements est ainsi une proportion de résidences secondaires et logements occasionnels (5,9 %) inférieure à celle du département (24,6 %) mais supérieure à celle de la France entière (9,7 %). Concernant le statut d'occupation de ces logements, 81,3 % des habitants de la commune sont propriétaires de leur logement (83,2 % en 2013), contre 66,3 % pour l'Ariège et 57,5 % pour la France entière.
| Typologie                                               | Saint-Jean-d'Aigues-Vives | Ariège | France entière |
| ------------------------------------------------------- | ------------------------- | ------ | -------------- |
| Résidences principales (en %)                           | 87,8                      | 65,7   | 82,1           |
| Résidences secondaires et logements occasionnels (en %) | 5,9                       | 24,6   | 9,7            |
| Logements vacants (en %)                                | 6,3                       | 9,7    | 8,2            |

### Risques majeurs
Le territoire de la commune de Saint-Jean-d'Aigues-Vives est vulnérable à différents aléas naturels : inondations, climatiques (grand froid ou canicule), feux de forêts, mouvements de terrains et séisme (sismicité modérée). Il est également exposé à un risque technologique,  le transport de matières dangereuses,.

#### Risques naturels

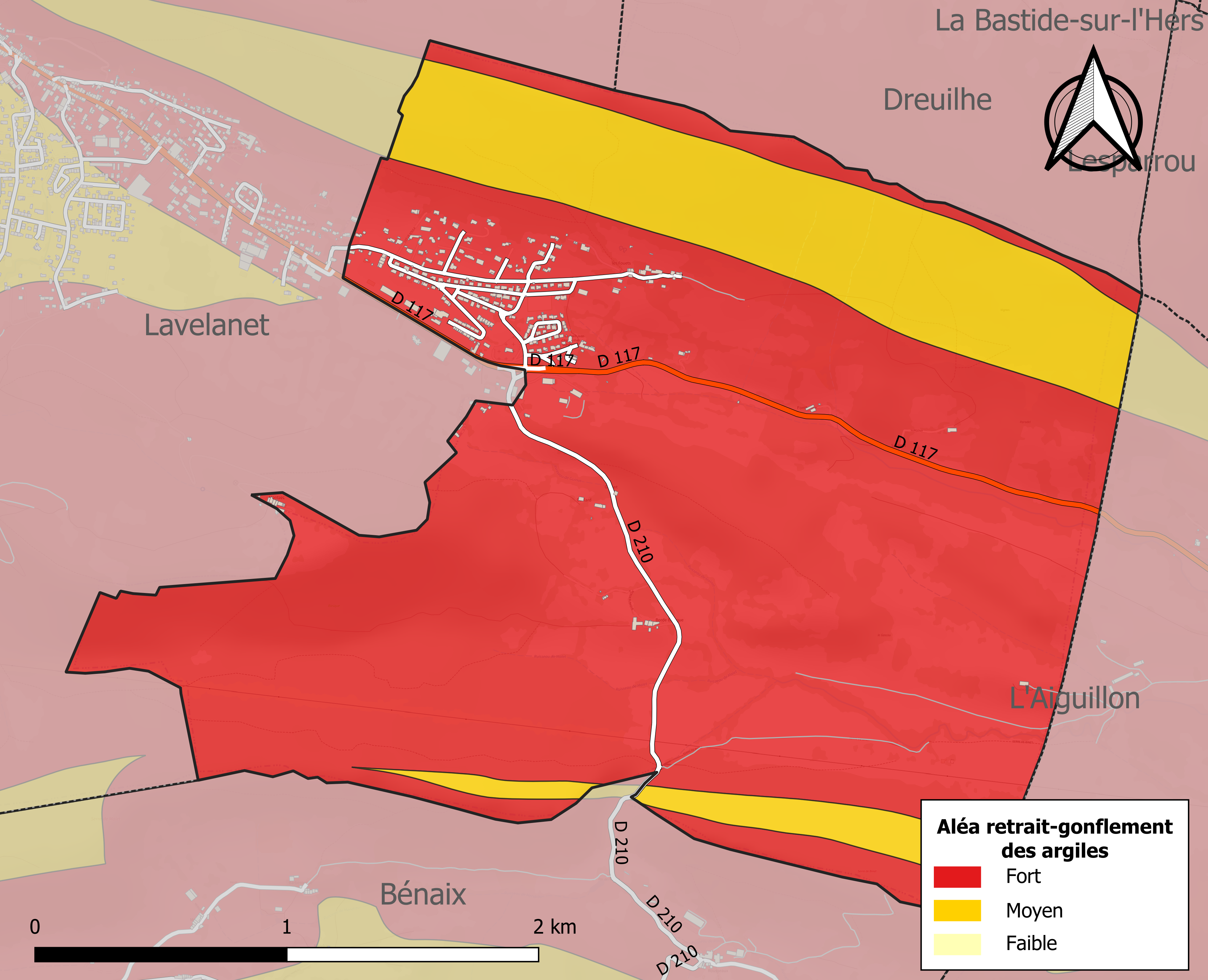
Zonage de l'aléa retrait-gonflement des argiles sur la commune de Saint-Jean-d'Aigues-Vives.

Certaines parties du territoire communal sont susceptibles d’être affectées par le risque d’inondation par crue torrentielle d'un cours d'eau, ou ruissellement d'un versant.
Les mouvements de terrains susceptibles de se produire sur la commune sont soit des chutes de blocs, soit des glissements de terrains, soit des effondrements liés à des cavités souterraines, soit des mouvements liés au retrait-gonflement des argiles. Près de 50 % de la superficie du département est concernée par l'aléa retrait-gonflement des argiles, dont la commune de Saint-Jean-d'Aigues-Vives. L'inventaire national des cavités souterraines permet par ailleurs de localiser celles situées sur la commune.

#### Risques technologiques
Le risque de transport de matières dangereuses par une infrastructure routière ou ferroviaire ou par une canalisation de transport de gaz concerne la commune. Un accident se produisant sur une telle infrastructure est en effet susceptible d’avoir des effets graves au bâti ou aux personnes jusqu’à 350 m, selon la nature du matériau transporté. Des dispositions d’urbanisme peuvent être préconisées en conséquence.

## Politique et administration

### Découpage territorial
La commune de Saint-Jean-d'Aigues-Vives est membre de la communauté de communes du Pays d'Olmes, un établissement public de coopération intercommunale (EPCI) à fiscalité propre créé le 26 décembre 1995 dont le siège est à Lavelanet. Ce dernier est par ailleurs membre d'autres groupements intercommunaux.
Sur le plan administratif, elle est rattachée à l'arrondissement de Pamiers, au département de l'Ariège, en tant que circonscription administrative de l'État, et à la région Occitanie.
Sur le plan électoral, elle dépend du canton du Pays d'Olmes pour l'élection des conseillers départementaux, depuis le redécoupage cantonal de 2014 entré en vigueur en 2015, et de la première circonscription de l'Ariège  pour les élections législatives, depuis le redécoupage électoral de 1986.

### Liste des maires
| Période                                  | Période  | Identité         | Étiquette | Qualité                                                                     |
| ---------------------------------------- | -------- | ---------------- | --------- | --------------------------------------------------------------------------- |
| 1983                                     | 2014     | Pierre Saboy     | PS        | Enseignant retraité - Conseiller général du canton de Lavelanet (2001-2015) |
| mars 2014                                | En cours | Jean-Louis Rossi | DVG       | Retraité                                                                    |
| Les données manquantes sont à compléter. |          |                  |           |                                                                             |

## Démographie
| 1793 | 1800 | 1806 | 1821 | 1831 | 1836 | 1841 | 1846 | 1851 |
| ---- | ---- | ---- | ---- | ---- | ---- | ---- | ---- | ---- |
| 154  | 161  | 169  | 163  | 165  | 172  | 167  | 167  | 153  |

| 1856 | 1861 | 1866 | 1872 | 1876 | 1881 | 1886 | 1891 | 1896 |
| ---- | ---- | ---- | ---- | ---- | ---- | ---- | ---- | ---- |
| 162  | 173  | 159  | 145  | 140  | 145  | 145  | 139  | 136  |

| 1901 | 1906 | 1911 | 1921 | 1926 | 1931 | 1936 | 1946 | 1954 |
| ---- | ---- | ---- | ---- | ---- | ---- | ---- | ---- | ---- |
| 117  | 100  | 102  | 88   | 88   | 88   | 95   | 78   | 93   |

| 1962 | 1968 | 1975 | 1982 | 1990 | 1999 | 2006 | 2011 | 2016 |
| ---- | ---- | ---- | ---- | ---- | ---- | ---- | ---- | ---- |
| 79   | 102  | 171  | 393  | 477  | 430  | 417  | 405  | 388  |

| 2021 | 2022 | - | - | - | - | - | - | - |
| ---- | ---- | - | - | - | - | - | - | - |
| 374  | 370  | - | - | - | - | - | - | - |

## Économie

### Revenus
En 2018, la commune compte 171 ménages fiscaux, regroupant 367 personnes. La médiane du revenu disponible par unité de consommation est de 19 800 € (19 820 € dans le département).

### Emploi
| Division       | 2008  | 2013   | 2018   |
| -------------- | ----- | ------ | ------ |
| Commune        | 9,7 % | 5,6 %  | 8,7 %  |
| Département    | 8,9 % | 11,1 % | 11,2 % |
| France entière | 8,3 % | 10 %   | 10 %   |

En 2018, la population âgée de 15 à 64 ans s'élève à 206 personnes, parmi lesquelles on compte 66,8 % d'actifs (58,1 % ayant un emploi et 8,7 % de chômeurs) et 33,2 % d'inactifs,. En  2018, le taux de chômage communal (au sens du recensement) des 15-64 ans est inférieur à celui de la France et du département, alors qu'en 2008 la situation était inverse.
La commune fait partie de la couronne de l'aire d'attraction de Lavelanet, du fait qu'au moins 15 % des actifs travaillent dans le pôle,. Elle compte 55 emplois en 2018, contre 49 en 2013 et 53 en 2008. Le nombre d'actifs ayant un emploi résidant dans la commune est de 124, soit un indicateur de concentration d'emploi de 44,1 % et un taux d'activité parmi les 15 ans ou plus de 41,4 %.
Sur ces 124 actifs de 15 ans ou plus ayant un emploi, 20 travaillent dans la commune, soit 16 % des habitants. Pour se rendre au travail, 91,4 % des habitants utilisent un véhicule personnel ou de fonction à quatre roues, 0,8 % les transports en commun, 2,4 % s'y rendent en deux-roues, à vélo ou à pied et 5,4 % n'ont pas besoin de transport (travail au domicile).

### Activités hors agriculture
19 établissements sont implantés  à Saint-Jean-d'Aigues-Vives au 31 décembre 2019.
Le secteur du commerce de gros et de détail, des transports, de l'hébergement et de la restauration est prépondérant sur la commune puisqu'il représente 47,4 % du nombre total d'établissements de la commune (9 sur les 19 entreprises implantées  à Saint-Jean-d'Aigues-Vives), contre 27,5 % au niveau départemental.
Aucune exploitation agricole ayant son siège dans la commune n'est recensée lors du recensement agricole de 2010 (aucune  en 1988).

## Culture locale et patrimoine

### Lieux et monuments
- Église de la Décollation-de-Saint-Jean-Baptiste, d'origine romane à clocher-mur avec porche du XVIe siècle.